# Русалии
Руса́лии (русальные дни) — праздник в память умерших у древних славян, поминальные дни с одноимённым поминальным обрядом.

## Обычаи

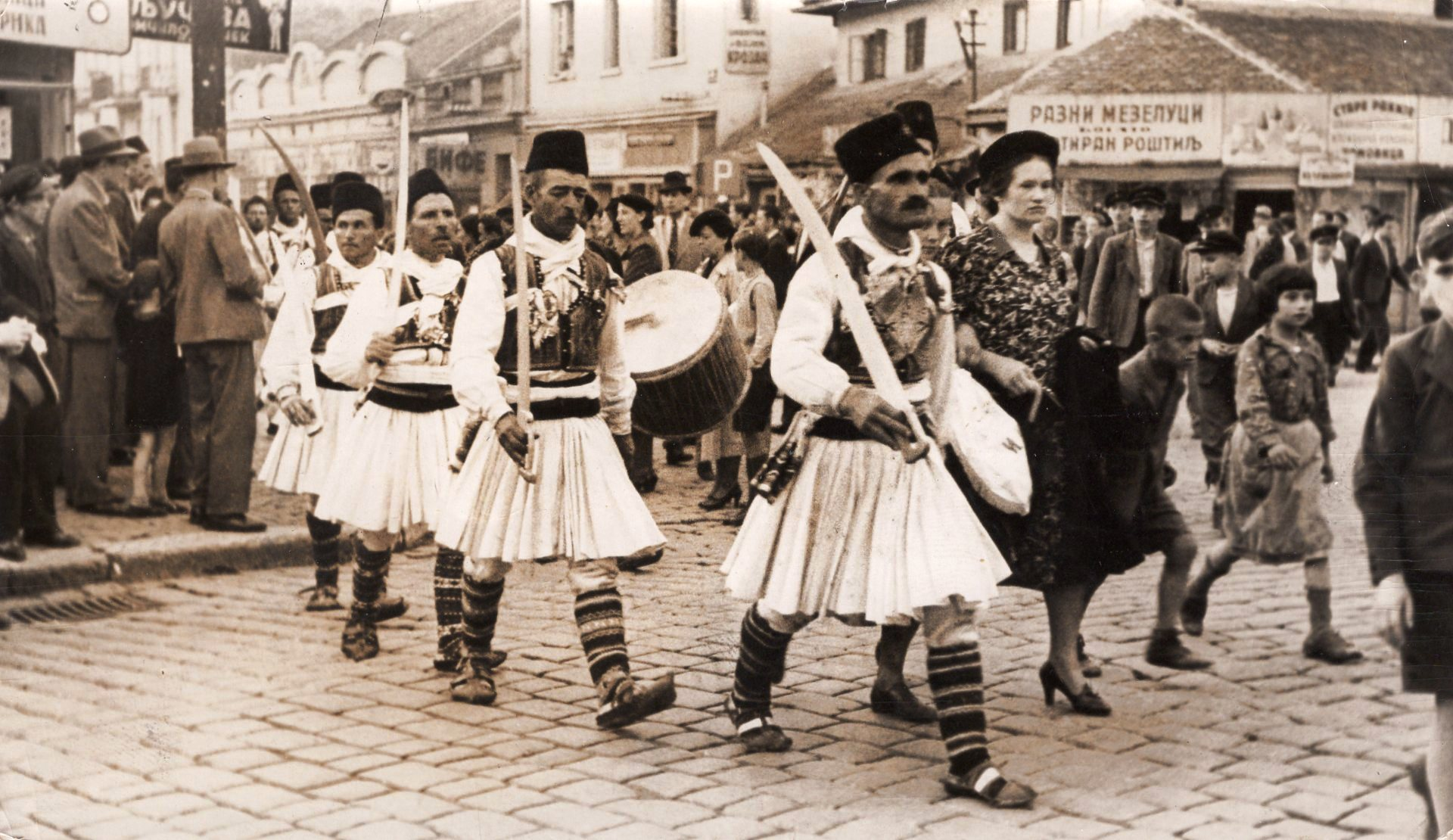
Группа русалиев в Скопье, Македония. 1930-е годы.

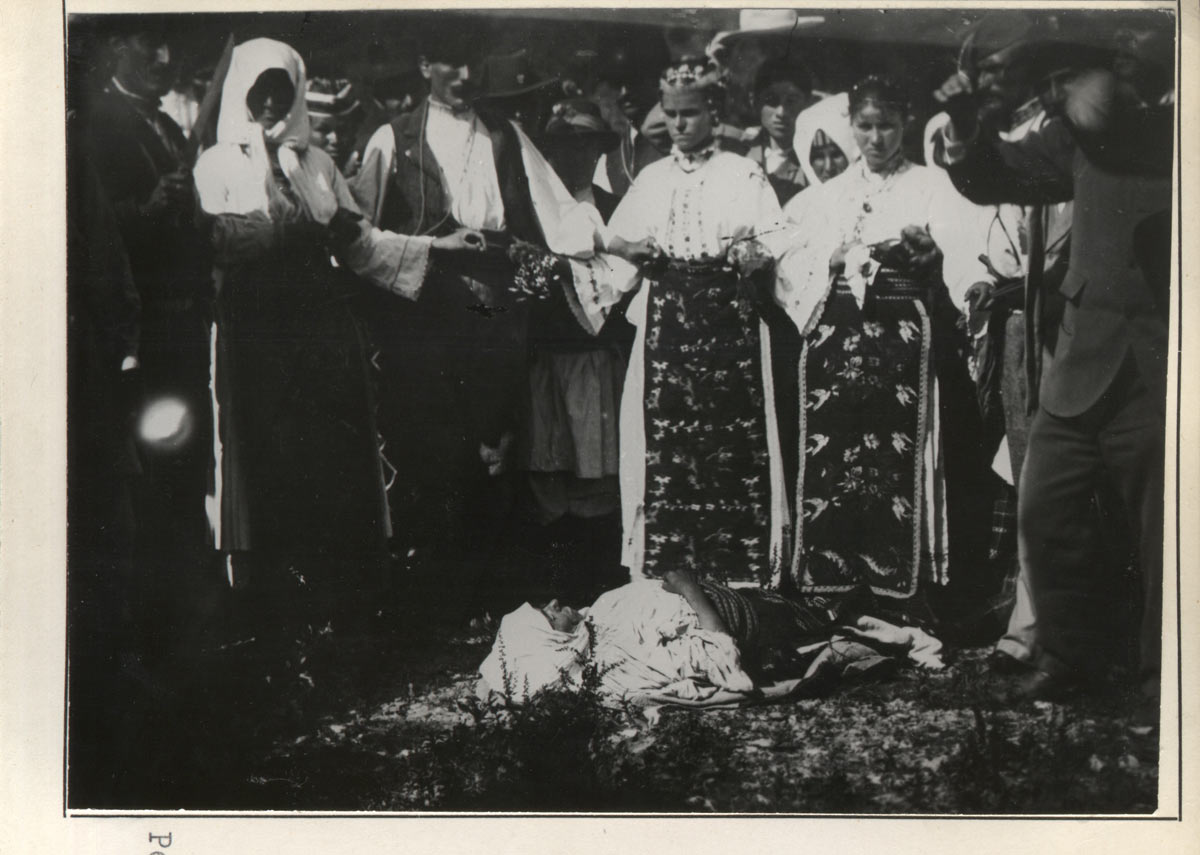
Проведение обряда для излечения от «русальской болезни» в Сербии. Деревня Дубока, община Кучево, 1901 год.

Праздник Русалий, будучи чисто языческим по содержанию, носит христианское название, или, по крайней мере, отпечаток греко-римского влияния. Праздник Русалий отмечался не только восточными славянами, но и южными — в Сербии и Болгарии, и само название Русалии появилось именно на Балканах. Считается, что слово Русалия (ст.‑слав. рѹсалиѩ, др.-серб. и др.-рус. русаліа, болг. русалия, сербохорв. русаље) образовано путём заимствования из лат. rosālia — «Розалии, праздник роз» — языческого праздника древних римлян, обряда поминовения предков. Слово русалка произошло от названия праздника. В то же время Т. Д. Златковская ставит под сомнение возможность заимствования древнеримской обрядности восточными славянами. Сам образ русалки исконно славянский и сложился в глубокой древности.

### У восточных славян
Древнейшее упоминание русалий — граффити № 23 (по А. А. Медынцевой) в Новгородской Софии, датируемое серединой XI века. Первое летописное упоминание о русалиях содержится в Лаврентьевской летописи (под 1068 г.). В контексте осуждения языческого обычая призывания «дьявола» для предотвращения засухи: «Дьявол льстить, превабляя ни от Бога трубами и скоморохы, гусльми и русальи». В более поздних памятниках[каких?] Русалии характеризуются как «бесовские игрища» и «потехи с плясанием», песнями, с ряжением в маски животных и т. п. В «Слове о злых женах» по списку «Златой Матицы», датируемому по водяным знакам второй половиной 1470-х — началом 1480-х годов, участницы русалий названы русалками.
Считается, что на Семик или в Троицын день (в иных местах с Вознесенья) русалки выходят из воды и пребывают на земле. А на Семик, то есть в мае-июне, когда становится тепло, русалки появляются на берегах рек и озёр, в лесах и рощах и качаются на ветвях деревьев (ср. у Пушкина: «Русалка на ветвях сидит»). В течение всего периода русалки находятся в непосредственной близости от человека, так что даже могут вступать с ним в контакт. С Семика действовали многочисленные запреты и обычаи, например, повсеместным был запрет на большие работы, опасались ходить в лес, водить туда скот, полоскать бельё и заниматься ткачеством, шитьём, рукоделием. Один из древних обычаев, связанных с этим праздником, — это запрет на купание в реке, особенно в полдень и в полночь. Существовало поверье, что русалки утаскивают утопленников к себе.
Русалии на Руси отмечались в канун Рождества Христова и Богоявления (зимние Русалии), на неделе после Троицы (Русальная неделя) или в летний Иванов день (Иван Купала). Словом русалия/русалии в древнерусских источниках называли праздник Пятидесятницы.
Во время Русалий песни и гуляния затягивались далеко за полночь. Церковь к подобным праздникам относилась крайне отрицательно: к примеру, Стоглавый собор 1551 года резко осуждал такие гуляния:

Русальи о Иванове дни и в навечерии Рождества Христова и Крещения сходятся мужи и жены и девицы на нощное плещевание, и на безчинный говор, и на бесовские песни, и на плясание, и на скакание, и на богомерзкие дела. И бывает отроком осквернение и девам растление. И егда мимо нощь ходит, тогда отходят к реце с великим кричанием, аки беси, и умываются водою. И егда начнут заутреню звонити, тогда отходят в домы своя и падают, аки мертвии, от великого клопотания.

### У южных славян
У южных славян Русалии отмечали на Святки (от Рождества до Крещения), на святую Пасху, со Спасова дня (Вознесенья) и, особенно, на Русальной неделе, когда приходят «русали» (или «русалки»). Болгары считали, что в среду на Преполовение (25 день после Пасхи), которая называется в народе «Русальная среда», русалки «собираются в дорогу».
В Македонии с Рождества до Крещения ходили по дворам мужские дружины — «русалии», которые устраивали особые хороводы вокруг больных людей и исполняли обрядовые танцы, чтобы исцелить их. Члены этих дружин на весь праздничный период соблюдали строгие запреты: они не должны были креститься перед едой и на ночь, здороваться при входе в дом и при встрече с односельчанами, обязаны были хранить молчание; ночевали всей группой в чужих домах, не возвращаясь на ночлег домой и не общались со своими родственниками, Русалиев встречали в домах с большими почестями. Считалось, что сам их приход в дом способствовал сохранению здоровья и изгнанию духов болезней.
На севере Болгарии и северо-востоке Сербии группы «русалиев» или «калушар» ходили по сёлам на Троицкой неделе с целью магического лечения людей, заболевших «русальской» болезнью. Считалось, что «русальскую» болезнь насылали русалки или самодивы, которые появлялись на земле с Вознесения. Группа мужчин (обычно — 5, 7, 9 человек), одетых в меховые шапки с цветочными венками, на ногах кожаные лапти, на поясе погремушки и колокольчики, в руках — большие палки, ходила по сельским домам. «Русалии» исполняли возле больного (которого выносили и укладывали во двор или на поляну) обрядовые танцы с кружением и подскоками, иногда доводя себя до экстатического состояния и конвульсий, что обеспечивало — по народным представлениям — наиболее эффективное исцеляющее воздействие. Таким способом изгонялись из больного зловредные духи.